# Golden Match
Das Golden Match ist eine Methode im Tischtennis, um den Sieger eines Mannschaftskampfes bei Gleichstand zu ermitteln.
Das Golden Match ist eine Sonderregelung, die die Europäische Tischtennis Union (ETTU) im Jahre 2021 für die K.-o.-Phase der Champions League eingeführt hat. Vor Einführung des Golden Match wurden bei Gleichstand eines Mannschaftskampfes die Gewinnsätze und – wenn auch diese ausgeglichen waren – noch die gespielten Punkte ausgezählt. Diese Methode wird durch das Golden-Match-Verfahren ersetzt. Dabei werden drei Paarungen ausgelost, es wird jeweils nur ein einziger Satz ausgespielt. Hat eine Mannschaft zwei Matches gewonnen, dann gilt sie als Sieger. Vergleichbar ist das Golden Match mit dem Elfmeterschießen beim Fußball.
Erstmals kam es zu einem Golden Match in der Begegnung Borussia Düsseldorf gegen TTC Neu-Ulm im Halbfinale der ETTU Champions League 2022/23 am 17. Februar 2023. Das Hinspiel gewann Ulm mit 3:2, im Rückspiel siegte Düsseldorf mit dem gleichen Ergebnis. Düsseldorf gewann die ersten beiden "Minispiele" und kam dadurch ins Endspiel.